# Etnomusicología

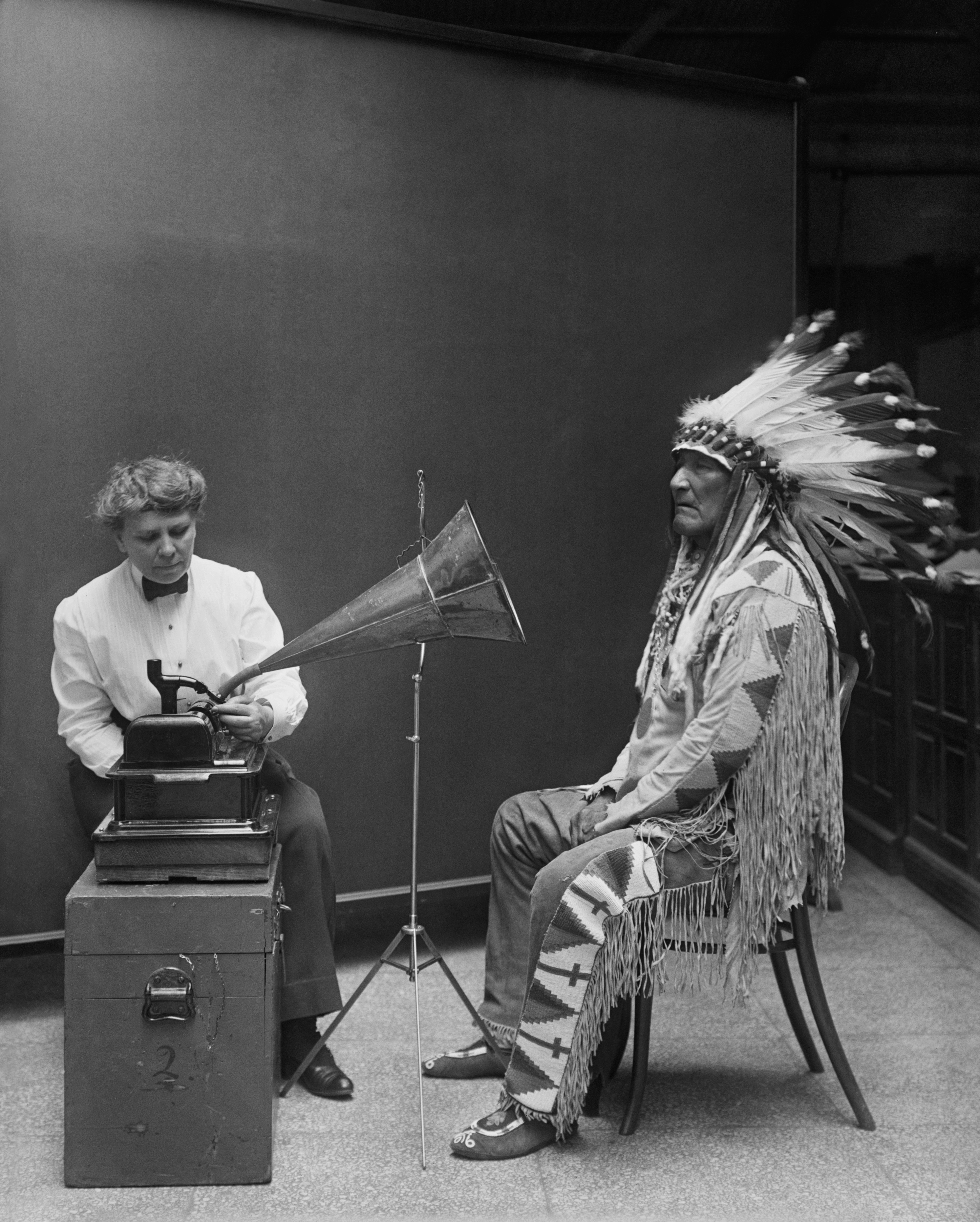
Frances Densmore con el jefe Blackfoot, Mountain Chief, durante una sesión de grabación fonográfica de 1916 para el Instituto Smithsoniano.

La etnomusicología es un área académica que comprende varios enfoques del estudio de la música que enfatiza sus dimensiones culturales, sociales, materiales, cognitivas, biológicas y otros contextos, en lugar de o adicionalmente, como sonidos aislados o un repertorio particular. Se puede considerar como la antropología de la música.
El término surge a través del músico Jaap Kunst, del griego ἔθνος ethnos (nación) y μουσική mousike (música), comúnmente conocido como la antropología o la etnografía de la música. Jeff Todd Titon la ha llamado el estudio de las personas haciendo música. Aunque comúnmente se piensa que es el estudio de la música no perteneciente a occidente, la etnomusicología también abarca el estudio de la música de occidente desde una perspectiva antropológica o sociológica. Bruno Nettl considera que es producto del pensamiento de occidente, proclamando que la etnomusicología es la cultura de occidente, conocida actualmente como un fenómeno de occidente. Nettl cree que hay límites para la extracción del significado de la música de una cultura debido a la distancia perceptual de un observador de occidente con dicha cultura; sin embargo, el crecimiento de la prevalencia de académicos que estudian sus propias tradiciones musicales, y el creciente rango de diferentes marcos teóricos y metodologías de la investigación ha dado como resultado bastante crítica como la de Nettl.
Después de estudiar publicaciones previas, los etnomusicólogos observan la música in situ en los lugares donde se dan (pero no siempre). Este trabajo de campo puede implicar la grabación y transcripción de la música en sus lugares originarios, entrevistas con los músicos autóctonos y aprender a realizarse dentro de ese estilo musical (llamado bimusicalidad).

## Definición
De manera más amplia, la etnomusicología es el estudio de la música del mundo. Combinando aspectos del folclore, psicología, antropología cultural, y la musicología convencional, la etnomusicología involucra habilidades de un gran número de disciplinas. Debido a la variedad de disciplinas, las cuales ayudan a conformar la etnomusicología, ha habido diferentes definiciones. Adicionalmente, las actitudes y el enfoque de los etnomusicólogos han cambiado y evolucionado a través del siglo pasado, un factor que complica la definición de la etnomusicología. Cuando el campo empezó a existir, esencialmente estaba limitado al estudio de la música no perteneciente al occidente, en contraste al estudio del arte musical de occidente que había sido el enfoque para la musicología convencional. A través del tiempo, la definición se amplió para estudiar todas las músicas del mundo de acuerdo a ciertos enfoques. Además, esta área era conocida en sus inicios como musicología comparativa, aunque este término se dejó de usar durante los cincuenta.
Mientras que no existe una sola definición que unifique el concepto de la etnomusicología, un número de constantes aparecen a través de las definiciones empleadas por los mayores académicos en el área. Se está de acuerdo que los etnomusicólogos miran la música más allá de una perspectiva meramente artística, y en lugar de observar a la música con una cultura, se observa la música como cultura, y como un reflejo de la cultura. Además, es generalmente aceptado que una de las tareas principales del etnomusicólogo es conducir el trabajo de campo, logrado a través del viaje a un área y recolectando grabaciones e información contextual acerca de la música de interés.

## Historia
El interés por las músicas del mundo ha existido desde siempre. En el siglo XVI se escribe sobre la música de los aborígenes americanos y durante los siglos XVII y XVIII aparece la corriente del Iluminismo, caracterizada por una gran curiosidad intelectual. En el primer tercio del siglo XIX Guillaume Villoteau, contrató a un profesor egipcio para complementar su trabajo de campo, intuyendo la teoría del relativismo cultural propuesta por Franz Boas un siglo más tarde. Durante el Romanticismo aparecieron las primeras monografías sobre cultura musical no occidental, y Theodor Baker atendió por primera vez a la música como parte de su observación etnográfica. Durante este período apareció el término folklore.
El interés por la música tradicional recibió el impulso de las teorías antropológicas de Emile Durkheim, defensor de que las sociedades primitivas son ideales para estudiar las relaciones sociales desde la base, y de Claude Lévi-Strauss, según el cual todos los mitos tribales están desarrollados a raíz de uno primitivo. Esto último fue consolidado como una teoría denominada estructuralismo.
Mientras que el tema tradicional de la musicología ha sido la historia y la literatura del arte musical de occidente, la etnomusicología ha desarrollado el estudio de toda la música como un fenómeno humano social y cultural. El precursor primario de la etnomusicología, la musicología comparativa, surgió a finales del siglo XIX y a principios del siglo XX. La musicología comparativa y la temprana etnomusicología tienden a enfocarse en la música no perteneciente a occidente que fue transmitida a través de tradiciones orales. En años recientes, el área se expandido para abarcar todos los estilos musicales de todas partes del mundo.
El Consejo Internacional para la Música Tradicional (fundado en 1947), y la Sociedad para la Etnomusicología (fundado en 1955), son las principales organizaciones internacionales académicas para la disciplina de la etnomusicología.

### Antecedentes
El antecedente de la etnomusicología fue el campo de la musicología comparativa. Después del desarrollo del sistema de cents, por Alexander John Ellis en 1885, los académicos musicales lograron empíricamente comparar los tonos generados por la música de diferentes culturas. Esto logró que el ímpetu de los musicólogos comparativos se enfatizara en las diferencias entre la música de las culturas, desaprobando que el contacto cultural es la razón de tendencias convergentes. Musicólogos comparativos, como Béla Bartók, Zoltán Kodály, Komitas, Constantin Brăiloiu, Vinko Zganec, Franjo Kuhač, Carl Stumpf, Erich von Hornbostel, Curt Sachs, Hugh Tracey, y Alexander J. Ellis, estudiaron principalmente la tradición oral de la música, las tradiciones folclóricas en comparación a la tradición musical de occidente. De las culturas estudiadas, las más frecuentes fueron la asiática y la africana, debido a su percepción exótica y su cercanía relativa con Europa.
Se produjeron dos hechos que marcaron el comienzo de la etnomusicología como disciplina científica: la invención del fonógrafo, patentado por Thomas A. Edison en 1877, que creó la posibilidad de documentar musicalmente el trabajo de campo, y la creación de John Ellis, un especialista en acústica y fonética, de un sistema científico para dividir los intervalos musicales en partes muy pequeñas con el objetivo de estudiar las escalas musicales no occidentales.

### Años de formación
Durante los años 50, el método comparativo sufrió un ataque. El prominente investigador, Mieczyslaw Kolinski, argumentó que la naturaleza de su trabajo era más que simplemente comparar dos campos; la mayor parte del trabajo, particularmente el trabajo de campo, es descriptivo. Los académicos también creían que comparar música de diferentes culturas inherentemente invocaría sesgos y conclusiones erróneas debido a la diferencia de contextos culturales. Entonces se produce lo que se conoce como "crisis de objeto": el relativismo cultural había traído consigo la consciencia de que la cultura en la cual se encontraba la música a estudiar no es una cultura estanca ni aislada, sino que es líquida, cambiante y se relaciona con otras. Para complicar la situación, los académicos encararon el dilema de diferenciar su área estudio, como Willard Rhodes menciona, la percepción general que se tenía por el público era que su investigación era oscura y no era de fácil acceso. Como respuesta, toda el área de estudio sufrió un cambio radical durante los sesenta, transformando el campo de la musicología comparativa en lo que conocemos ahora como la etnomusicología. En este proceso, el investigador se enfocó más en el trabajo de campo, y comenzó a incorporar varias técnicas antropológicas así como diferentes teorías. En 1960, el pionero americano de la etnomusicología, Mantle Hood. estableció el Instituto de Etnomusicología en la Universidad de California en Los Ángeles.

### En los setenta
Durante la década de los setenta, la etnomusicología se convirtió en una palabra conocida en el léxico general. La influencia de la etnomusicología llegó a compositores, terapeutas musicales, educadores musicales, antropólogos, y musicólogos, y la etnomusicología sustentó proyectos de música del mundo con nombre y su sello. En ese momento, Alan Merriam describió a los patrocinadores de la etnomusicología en cuatro grupos: 1) Aquellos que usan la etnomusicología para abarcar intereses como la educación, hacer dinero, o por el placer de escucharla, entre otros. 2) Profesionales que actúan como corredores para persuadir a otros profesionales de compartir su conocimiento con personajes populares del primer grupo. 3) El contingente de musicología que estudia la música en términos del sonido y también el contexto cultural. 4) El contingente de antropología que se enfoca en los seres humanos con la premisa de que la música es cultura y que los músicos crean sociedades. Con la llegada de la influencia en investigadores antropológicos con la etnomusicología, la disciplina se convirtió en una con menor orientación hacia los datos y más a una disciplina teórica. Esto llevó a recurrir a otras áreas como la lingüística y la psicología para ayudar a los antropólogos a observar el proceso cognitivo y los comportamientos humanos a la hora de hacer música.

### En los ochenta
En la década de los ochenta existió un periodo que se inclinó hacia la conciencia de la representación en la etnomusicólogia, lo que se conoce como "crisis de representación", la segunda gran crisis de la disciplina que, de nuevo, refunda sus fundamentos. Históricamente los investigadores de occidente se nombraron como expertos en las tradiciones musicales extranjeras, sin embargo ignoraban las diferencias globales, los sistemas primarios, y los patrones cognitivos, pensaban que su interpretación era la verdad. Este tipo de investigaciones han contribuido al fenómeno conocido como Orientalismo. Edward Said menciona que en la literatura orientalista, los académicos de occidente proclaman una experticia en la vida de otras personas y por lo tanto el derecho a representarlas, lo cual impacta de manera negativa en como estas culturas son tratadas. Esto también permite la procreación musical y el fetichismo, el cual simplifica y reduce a la cultura y su música. El etnomusicólogo Kofi Agawu detalló cómo el concepto de ritmo africano ha sido malinterpretado de esta manera debido a dicho fenómeno, la música africana no es un cuerpo homogéneo como usualmente es llamado, sus diferencias con la música de occidente son usualmente consideradas como deficientes, y las notaciones de occidente han ignorado la importancia de los matices en la presentación rítmica, entre otras quejas.
La tergiversación también puede ocurrir cuando un investigador no pone atención a la validez de sus fuentes. La presencia del observador en el campo puede cambiar lo que está observando, como el factor cuántico en las físicas. El significado de una canción particular también es distorsionado cuando cada persona la escucha, como el juego del teléfono descompuesto. Un ejecutante puede tratar de darle un significado, pero una vez que la canción es originalmente interpretada por la audiencia, guardada en la memoria y posteriormente recordada por un investigador, y reinterpretada por la audiencia del investigador, la canción puede tomar un significado completamente diferente. Los ochenta pueden ser clasificados como el surgimiento de la conciencia del sesgo cultural, la seriedad de la fuente, y una interpretación errónea del concepto de verdad y su representación.

### En los noventa
A finales de los años 80, el campo de la etnomusicología comenzó a examinar la música popular y su impacto en los medios de comunicación. Existen diversas definiciones de la música popular, pero se está de acuerdo en que la música popular está caracterizada por un gran atractivo, una asociación con la urbanización, y una relación con los medios de comunicación. Peter Manuel agrega a esta definición distinguiendo a la música popular por su asociación con diferentes grupos de personas, presentaciones por músicos que no necesariamente tienen educación formal occidental o intelectuales, y su dispersión a través de emisiones y grabaciones. Theodor Adorno definió a la música popular por su contraste con lo que consideraba "música más seria", lo cual es intencional y generalmente coopera con reglas estrictamente estructuradas y sus convenciones. Para el autor, la música popular podría operar de manera menos deliberada y se enfocaría en la creación de un efecto general o impresión, usualmente enfocada en las emociones.
Aunque la industria de la música se ha desarrollado a través de varias décadas, la música popular llamó la atención de los etnomusicólogos debido a que un efecto de estandarización se comenzó a desarrollar. El carácter corporativo que rodea la música popular simplificado en un marco de trabajo que se enfoca en derivaciones mínimas de la norma aceptada, creando lo que Adorno llama pseudo-individualismo; lo que el público podría percibir como único u orgánico podría musicalmente obedecer a un estándar, las convenciones musicales establecidas. Por lo tanto, una dualidad emergente de esta estandarización, una industria controladora que manipula los gustos del público en donde se da a la gente lo que ellos quieren y al mismo tiempo guiarlas hacia ello. En el caso de la música rock, mientras que el género ha crecido fuera de las fuerzas políticas y otra forma significante de motivación, la influencia corporativa sobre la música popular ha integrado a su identidad que dirigir los gustos del público ha sido cada vez más fácil.
Los desarrollos tecnológicos permitieron una fácil dispersión de la música de occidente, causando el dominio de la música de occidente en comunidades rurales y urbanizadas a través del mundo. Sin embargo, debido a que la música popular asume un rol corporativo y que por lo tanto sigue siendo objeto de un alto grado de estandarización, existe una ambigüedad en que si la música refleja los valores culturales o solo los del sector corporativo buscando una ganancia económica. Debido a que la música popular se desarrolló en una relación dependiente con los medios y las corporaciones que la rodean, en donde las ventas de los discos y las ganancias dan forma de manera indirecta a las decisiones musicales, la superestrella se convierte en un elemento importante en la música popular. Desde la fama y el éxito económico que rodea a dicha superestrella, las subculturas continúan al alza, como los movimientos de rock y punk, solo perpetuados por la máquina corporativa que también la forma al aspecto musical de la música popular.
La interacción musical a través de la globalización ha jugado un gran papel en la etnomusicología durante los noventa. La discusión acerca del cambio musical incrementó. Los etnomusicólogos comenzaron a mirar dentro de la villa global, alejándose de una mirada de especialidad hacia la música de una cultura en específico. Hay dos lados acerca de esta globalización de la música: esta llevaría al enriquecimiento de las culturas, por otro lado podría homogeneizar a la música. Los etnomusicólogos han abordado esta nueva combinación de diferentes estilos de música con una música que busca la complejidad musical y el grado de compatibilidad. Está occidentalización de la música creó un nuevo enfoque de estudio; los etnomusicólogos comenzaron a observar cómo diferentes músicas interactuaban durante los noventa.

### Años 2000
Durante el año 2000, la musicología también estaba buscando dentro de la noción de conexiones que existen entre los grupos sociales y sus características.
Los etnomusicólogos continuaron ocupándose y considerando los efectos de la globalización en su trabajo. Bruno Nettl identifica la occidentalización y la modernización como dos concurrentes y tendencias similares culturales que sirvieron para simplificar la expresión musical a través del mundo. Mientras que la globalización tenía un efecto innegable dentro de la homogeneidad cultural, también ayudó a expandir los horizontes musicales del mundo. En lugar de simplemente lamentarse de la continua asimilación de la música folk en culturas no occidentales, varios etnomusicólogos optaron por examinar cómo es que las culturas no pertenecientes a occidente lidiaban con el proceso de incorporar la música de occidente dentro de sus prácticas para facilitar la supervivencia de tradiciones previas.
Mientras se daba la globalización dentro de la música, varios géneros se influenciaron unos a los otros y elementos de la música extranjera prevalecieron en la música popular principal. Poblaciones dispersas, como Punjab en Inglaterra, fueron estudiadas debido a las características de su música mostrando signos de los efectos de los medios de comunicación. Su música, como muchas otras músicas de culturas desplazadas, fue hecha a través de elementos de la música folclórica de su cultura junto con la música popular de la localidad. A través de este proceso aparece la idea del transnacionalismo en la música.

### Etnomusicología en la cultura popular
La Etnomusicología no está limitado al estudio de la música perteneciente a culturas exóticas; la música occidental y sus influencias también es un tema de interés. La influencia de los medios en el consumismo en América es un efecto bidireccional, de acuerdo a Thomas Turino. Una gran parte del autodescubrimiento y el sentimiento de aceptación de un grupo social está relacionado con una preferencia musical común, la cual lleva a los productores musicales a diferenciar estos grupos. El punto de vista de Turino hace que los sonidos y las imágenes transmitidos a través del radio, la Internet y los vídeos formen en el adolescente un sentido de género así como un sentido generacional y una identidad específica solo es la mitad de la historia; la influencia de los trabajos en ambas direcciones dan forma a la cultura de la música popular americana. La culminación de la identidad de los grupos, en los adolescentes en particular, a través del país representan una fuerza significante que puede dar forma a la industria de la música basada en lo que se consume.

## Teorías y métodos
Lo que la etnomusicología usualmente aplica son teorías y métodos de la antropología cultural, estudios culturales, y sociología, así como otras disciplinas de las ciencias sociales y humanísticas. Aunque algunos etnomusicólogos principalmente se guían a través de estudios históricos, la mayoría se encuentran involucrados en una participación de observación a largo plazo. Por lo tanto, el trabajo etnomusicológico puede ser caracterizado por presentar un sustancial e intensivo componente etnográfico.
Algunos de los trabajos etnomusicológicos son creados no necesariamente por 'etnomusicólogos' propiamente, sino por antropólogos examinando a la música como un aspecto de cultura. Un ejemplo conocido es el trabajo de Colin Turnbul, con su estudio de los pigmeos Mbuti. Otro es Jaime de Angulo, un lingüista que intensivamente estudió la música de los nativos del Norte de California. Adicionalmente, Anthony Seeger, distinguido Profesor de Etnomusicología y Director del Archivo de Etnomusicología en la Universidad de California, estudió la música de la sociedad de las personas de Suyá en Mato Grosso, Brasil.

### Relevancia académica
En 1971, Hood sugirió que el etnomusicólogo debe estar familiarizado con un amplio conocimiento general musical, así como con el conocimiento específico de por lo menos un área particular del mundo. Hood recomienda a los estudiantes de etnomusicología emprender sustancialmente un entrenamiento musical en el área, una competencia que describe como bimusicalidad. El trabajo de campo es una parte esencial de la experiencia para un etnomusicólogo y por participar en una presentación musical y el estilo de vida cultural, el etnomusicólogo podrá analizar de mejor manera las similitudes y diferencias entre estilos musicales. Aunque durante el desarrollo de la etnomusicología era común enfocarse en otra música en términos de región del mundo, hoy en día es común para el conocimiento de un etnomusicólogo saber acerca de la música de su propia región o país, y un amplio rango de investigación a través del mundo.

### Análisis
Durante las primeras etapas de la etnomusicología, Marcia Herndon, creía que debido al difícil inicio de la etnomusicología, la sociedad se puede beneficiar creando modelos concretos para analizar música y compartir datos. Estos modelos incluyen el modelo orgánico, el modelo mecánico, el modelo de procesos, y el modelo matemático. Sin embargo Mieczyslaw Kolinski, en 1976, encontró peligroso restringir a la música alta en ciertos modelos de análisis. La música es un gran fenómeno cambiante de la humanidad y por poner a la música dentro de estas categorías y estilos, estaríamos limitando el verdadero potencial de la individualidad con la música. Además, es difícil analizar la música, como su estructura puede cambiar durante la presentación y de acuerdo al ejecutante. Hoy en día
no hay una manera estricta para compartir y analizar los datos entre etnomusicólogos. Es del individuo comprender los datos.

### Trabajo de campo
Durante sus inicios, el trabajo de campo etnomusicológico favoreció un acercamiento "crítico", en donde los etnomusicólogos juntaban datos, usualmente a través de la transcripción o en cilindros de cera, y los académicos tendrían que llevar el análisis actual a sus respectivas instituciones. Académicos en la escuela de Berlín de música comparativa, catalogaron y archivaron música de otras culturas.
La transición al estilo de trabajo de campo que caracteriza a la etnomusicología creció en la escuela estadounidense. El enfoque llevó a los académicos a conducir su propio trabajo de campo, viviendo con la cultura que era estudiada, mejorando la obtención de datos conforme a los avances tecnológicos crecían. Los etnomusicólogos recalcaron la importancia de una interacción cara a cara para conseguir la impresión y el significado de la música con su respectiva cultura tan preciso como fuera posible. David McAllester fue de suma importancia en ayudar a la transición de la disciplina de un enfoque "crítico" a un trabajo de campo contextual con su trabajo en Navaho, en donde él vivió y se enfocó en entender la música de Enemy Way desde su perspectiva.
Cómo la tecnología avanzaba, los investigadores pasaron de depender de cilindros de cera y el fonógrafo, a grabaciones digitales y cámaras de vídeo. Las grabaciones de vídeos son consideradas como textos culturales, por lo que los etnomusicólogos pueden conducir su trabajo de campo a través de la grabación de presentaciones musicales y la creación de documentales de la gente detrás de dicha música. Sin embargo, estos avances tecnológicos han llevado al trabajo de campo a regresar a la manera en que el trabajo de campo era para los musicólogos comparativos.
Las preocupaciones éticas de la etnomusicología están principalmente relacionadas al trabajo de campo. Marks Slobin escribe acerca de la aplicación de la ética al trabajo de campo. Una gran concientización de acercarse al trabajo de campo en una manera ética creció en la década de los setenta en respuesta a un movimiento similar que se dio en el campo de la antropología.
Anthony Seeger relata una anécdota personal para ilustrar la complejidad involucrada en la grabación de música en el campo y traerla de vuelta a su nativa cultura occidental. Varios problemas potenciales pueden crecer mientras se realiza el trabajo de campo incluyendo el conseguir el completo permiso de un grupo o individuo quien está ejecutando la música, así como ser sensible a los derechos y obligaciones relacionados con la música en el contexto de la sociedad en que se encuentra. El ejemplo que utiliza Seeger para describir las complejidades involucradas en el trabajo de campo fue su interacción con los indios Suyá de Brasil. El proceso que describe, desde la creación y la enseñanza de la música hacia la grabación de la misma, su publicación y su archivado, es complejo e intrincado aún sin tomar en cuenta la ética. Aun cuando mantenemos prácticas éticas, no hay una constante en el proceso que sea justa para cada miembro del equipo involucrado. Adicionalmente la manera ética es usualmente más larga y difícil que la manera no ética. La anécdota de Seeger es un ejemplo primordial de la complejidad de las prácticas éticas en el trabajo de campo etnomusicológico.

### Problemáticas teóricas y debates

#### Universales
Los universales de la música han sido estudiados buscando parecidos entre diferentes tipos de música y descubriendo un marco de trabajo conceptual que suma las diferencias imaginarias entre ellos. Los etnomusicólogos comenzarán a cuestionarse la posibilidad de universales debido a que ellos se encontraban investigando un nuevo enfoque para explicar que la musicología difería de Guido Adle. Charles Seeger, por ejemplo, categorizó su interpretación de los universales musicales a través del uso de diagramas de Venn de inclusión-exclusión para crear cinco tipos de universales, o verdades absolutas, de la música. Algunos etnomusicólogos, como David P. McAllester, argumentan que no existen universales absolutos en la música debido a la variabilidad humana y la complejidad, pero cree que hay casi universales, particularmente la habilidad de la música de girar en torno a un centro tonal y elevar la experiencia humana. Otros, como George List, creen fundamentalmente que no hay universales o parecidos dentro de la música pero mantiene que los académicos pueden aprender mucho a través de la exploración de posibilidades de universales.
Dane Harwood sugiere que mientras no pueda haber universales culturales en la música, pueden existir modos universales de comprensión cognoscitiva que todos experimentamos cuando escuchamos música.
Muchas notas de afinación de las tradiciones musicales se alinean con la dominante de la tímbrica, los parciales del instrumento y caen en la afinación continua de un temperamento sintónico, sugiriendo que las afinaciones del temperamento sintónico (y algunos temperamentos relacionados) pueden ser potencialmente universales.

#### Modelos de lenguaje y lingüística
En los años 70, un número de académicos, incluyendo el musicólogo Charles Seeger y el semiólogo Jean-Jacques Nattiez, propusieron utilizar la metodología comúnmente empleada en la lingüística así como una nueva forma para que los etnomusicólogos estudien la música. Este nuevo acercamiento, ampliamente influenciado por los trabajos de lingüista Ferdinand de Saussure y el antropólogo Claude Lévi-Strauss, estaba enfocado en encontrar una estructura simbólica detrás de las culturas y de su música.
En esta corriente, Judith Becker y Alton L. Becker teorizaron la existencia de "gramáticas" musicales en los estudios de la teoría de la música gamelán de Java. Ellos propusieron que la música podría ser estudiada como un símbolo, pero también adquirir algunas semejanzas del lenguaje, y por lo tanto se podría realizar un estudio semiótico.
Citando la naturaleza no científica de la música, Jean-Jacques Nattiez sugirió que los modelos y métodos lingüísticos podrían probar ser más eficientes que el método científico. Las mejoras de la etnomusicología, basada en métodos lingüísticos, incluían la capacidad de recaer en sí misma como una disciplina, en lugar de continuamente depender de fuentes de otras ciencias. La complejidad del análisis refinada con la inclusión de dimensiones estructurales, como perspectivas diacrónica es posible crónica para la música, y las diferenciaciones entre el individuo y las experiencias compartidas. Mientras que la idea de semiótica musical era común en los años 70, nunca adquirió gran popularidad, solo pocos etnomusicólogos modernos emplearon los métodos lingüísticos, con los críticos clamando que la música solo tenía una significante similitud al lenguaje en un número limitado de culturas.

#### Comparación
A partir del hecho de que la etnomusicología tuvo su principal precedente en la musicología comparativa, los etnomusicólogos han estado usando comparaciones dentro de sus investigaciones. Los problemas que crecen a partir del uso de estas comparaciones derivan del hecho de que son diferentes tipos de estudios comparativos con cierto grado de variación en el entendimiento entre ellos. Los etnomusicólogos que deseaban encontrar comparaciones entre la música y la cultura usaron la idea de cantométricos de Alan Lomax. Algunas mediciones cantométricas en los estudios etnomusicológicos han mostrado ser relativamente fiables, como el parámetro de palabras, mientras que otros métodos no han sido fiables, como la precisión de la enunciación. Otro acercamiento introducido por Steven Feld es para que los etnomusicólogos estén interesados en crear un análisis etnográfico detallado de la vida de las personas; este estudio comparativo se encuentra con la problemática de hacer comparaciones justas acerca de la competencia, forma, desempeño, entorno, teoría, y valor/igualdad.

#### Epistemologías internas/externas
En The Study of Ethnomusicology: Thirty-One Issues and Concepts, Nettl presenta una discusión acerca de las situaciones personales y globales pertenecientes a los investigadores de campo en las comunidades que son estudiadas, particularmente situaciones encaradas por investigadores occidentales por citar a Mantle Hood, el estadounidense de los franceses o británico por ser quienes, es decir, lo que ha logrado a través de los años entrenamiento, capaz de percibir y evaluar...  Dado que etnomusicología es un campo que incluye y participa con un gran número de áreas, se enfoca en el estudio de la gente, y es apropiado encontrar la problemática de "hacer lo desconocido, familiar" una frase conocida en la psicología social acuñada por William McDougall. Como en la psicología social, lo desconocido se encuentra de tres maneras: (1) dos diferentes culturas tienen contacto y los elementos de ambas no serán inmediatamente explicables para uno del otro; (2) los expertos dentro de una sociedad producen nuevos conocimientos, los cuales son comunicados al público; y (3) minorías activas comunican su perspectiva a la mayoría. Nettl también habla acerca de las diferencias en la perspectiva de cada individuo y como esto afecta la comprensión final de la investigación. Existe una diferencia
entre hacer lo desconocido, familiar, y como externo, un investigador puede tratar de sumergirse dentro de la cultura que está siendo estudiada para obtener un completo entendimiento. Sin embargo, puede, dependiendo en el nivel de comprensión, empezar a anular la visión del investigador e interferir con la habilidad objetiva de la que se está estudiando. El conocimiento previo de cada individuo influencia en el enfoque del estudio debido al nivel de aceptación con el material. Nettl señala las fallas de occidente en pensar en analizar diferentes sociedades y presentar la idea de colaborar con un gran enfoque al reconocer la contribución de los expertos nativos. Él cree que cada concepto es estudiado a través de una perspectiva personal, pero "una comparación a los puntos de vista pueden arrojar una percepción amplia."
Una situación específica encarada por los etnomusicólogos ha sido discutida de manera extensiva en el libro Orientalism de Edward Said. La idea central que Said discute es que el conocimiento de occidente o las creencias acerca del este, o no están basadas en hechos o en la realidad si no en una distintiva imaginación europea. Said menciona, "el oriente casi fue una invención europea" fue un lugar creado fuera de las creencias que oriente tenía "romance, seres exóticos, memorias y paisajes grandiosos, experiencias increíbles." Said también discute que el oriente es la fuente de "la grandeza y riqueza de las colonias más antiguas de Europa, la fuente de las civilizaciones y los lenguajes, es un concurso cultural, y de sus más profundas y recurrentes imágenes de los "Otros". De hecho, el español y el portugués esperaban encontrar nuevas rutas de intercambio para llegar al este de manera más rápida y así establecer una fuente de mercado para sus intercambios, esta ruta llevó a diferentes descubrimientos. Él discute que el orientalismo claramente nos muestre "el poder atlántico-europeo sobre Oriente", esto es en lugar de una "conciencia geopolítica" que el mundo estaba dividido en dos partes desiguales. Otra forma de poder es ver a través de la autoridad intelectual sobre él dentro de la cultura de occidente. Él utiliza sus propias experiencias como un árabe palestino en occidente y los supuestos causados en sus orígenes. Hay clasificaciones muy distintivas en las que él debe encajar, de cualquier manera, "políticamente él no existe, y cuando le es permitido, es tanto como molestia como ser oriental." Estas situaciones están directamente vinculadas a los estudios de etnomusicología y los intentos de contrarrestar los efectos del colonialismo y la percepción de occidente de los "Otros".
Timothy Rice argumenta que pese la imposibilidad de ser objetivo con el trabajo de uno mismo, los etnomusicólogos pueden aprender mucho de la autorreflexión. En su libro May it Fill Your Soul: Experiencing Bulgarian Music, cuestiona acerca si uno puede o no ser objetivo al entender y discutir el arte y, de acuerdo con las filosofías de la fenomenología, argumenta que no puede haber tal objetividad dado que el mundo en el que es construido con símbolos preexistentes que pueden distorsionar cualquier "verdad" del mundo donde nacemos. El sugiere que ningún etnomusicólogo podría llegar a un entendimiento objetivo de la música ni que un etnomusicólogo podría entender la música extranjera de la misma manera en que comprende a su música nativa. Sin embargo, un etnomusicólogo puede llegar a un entendimiento subjetivo de dicha música, por ende la cual construye el entendimiento del mundo exterior del académico.
No solo está el cuestionamiento de estar afuera mientras se estudia otra cultura, también está la cuestión de cómo estudiar la sociedad de uno mismo. El acercamiento de Nettl será determinar como la cultura clasifica su propia música. Él está interesado en las categorías que ellos podrían crear para clasificar su propia música. De esta manera, uno podría ser capaz de distinguirse de los extranjeros mientras se tiene aún una visión desde dentro. Kingsbury cree que es imposible estudiar la música fuera de la cultura de uno mismo, ¿Pero qué pasa cuando es la cultura propia?, uno debe ser consciente de que las inclinaciones personales pueden oponer el estudio de su propia cultura.

#### Ética
Debido a la naturaleza del trabajo de campo en la etnomusicología, la cual requiere que los investigadores desarrollen relaciones personales con los informantes, los investigadores deben ser conscientes de sus propias responsabilidades éticas hacia el informante y hacia ellos mismos. Estas preocupaciones pueden incluir ciertos cuestionamientos de privacidad, consentimiento, y seguridad. Debido a que es una situación recurrente para los etnomusicólogos, la Sociedad para la Etnomusicología (SEM) tiene un comité en éticas que publicará una postura acerca de ellas.
Las situaciones éticas en el campo de la etnomusicología son similares a aquellas encontradas en la antropología. La asociación americana de antropología ha hecho posturas acerca de la ética en la investigación antropológica, algunas de las cuales incluyen preocupaciones del estudio etnomusicológico.
Mark Slobin observa que la discusión acerca de la ética ha sido fundada en varias aseveraciones, por nombrar algunas: 1) la ética es una gran situación para los académicos 'occidentales' que trabajan en sociedades no pertenecientes a dicha región; 2) la mayoría de las preocupaciones éticas surgen de relaciones interpersonales entre los académicos y el informante como consecuencia del trabajo de campo; 3) la ética está situada dentro de… el motivo declarado del investigador: el incremento del conocimiento al servicio del bien de la humanidad.; y 4) la discusión de las situaciones éticas procede de los valores de la cultura occidental. Slobin remarca que una postura más precisa puede reconocer que la ética puede variar a través de las naciones y las culturas, y que la ética de las culturas, tanto del investigador como del informante, están en juego durante el trabajo de campo.
Para algunos escenarios éticos que resulten ambiguas, Slobin discute incluir lo siguiente:
1. El descubrimiento de un instrumento musical raro lleva el debate si debe o no ser preservado en un museo o dejado en su cultura nativa para ser tocado, pero no necesariamente ser reservado.
2. La grabación de un documental trae consigo las situaciones del consentimiento de aquellos que están siendo grabados. Adicionalmente la película no necesariamente debe ser mostrada si el producto no está presente para responder las preguntas o aclarar el contenido del vídeo si existen preguntas de la audiencia.
3. Decidir como las ganancias monetarias de una producción musical deben ser distribuidas si es más prominente el caso de una situación ética.
4. El poseer un permiso parcial en el trabajo usualmente no justifica la grabación de vídeo/audio; cada persona del grupo debe dar su consentimiento hacia la presencia del dispositivo de grabación.
5. El que la información sea verdadera o falsa pero que tenga la posibilidad de comprometer la situación de un grupo debe ser tratada con extrema cautela. Cualquier información que cause algún problema para los músicos puede ser censurada.

Los etnomusicólogos tienden a la discusión de la ética en contextos sociológicos. Timothy Taylor escribe acerca de los biproductos de la apropiación cultural a través de la música, argumentando que la mercantilización de la música no perteneciente a occidente tiende a marginalizar ciertos grupos de músicos que no están tradicionalmente integrados a la producción musical y a las industrias de distribución. Steven Feld argumenta que los etnomusicólogos también tienen lugar en analizar la ética de la colaboración en la música popular, como el trabajo de Paul Simon la música tradicional zydeco, chicano, y los ritmos del sur de África en Graceland. Feld destaca que las dinámicas no balanceadas de poder en conjunto con la colaboración musical pueden contribuir a una explotación cultural.

#### Inclinaciones de género
Los primeros etnomusicólogos tendían a investigar con una inclinación recurrente de género. Las culturas fueron apreciadas en mayor medida a través de músicos masculinos, asumiendo su perspectiva hacia el panorama general de la cultura. Si un ingeniero construye una organización social puede esperarse que la música también contenga dinámicas similares en relación con los miembros. Para Ellen Koskoff, el rol de la mujer es, por lo menos, la mitad de todo el sistema. La presencia de una diferencia en los roles de los géneros puede indicar ciertas expectativas de cierta cultura, las luchas de poder reforzando el orden social actual o la naturaleza subversiva de las presentaciones de las mujeres.

#### Medios de comunicación
En el primer capítulo de su libro Popular Music of the Non-Western World, Peter Manuel examina el impacto que ha tenido la tecnología en la música no occidental a través de la habilidad de diseminar, cambiar, e influenciar a la música alrededor del mundo. El comienzo con una discusión acerca de las definiciones de género, remarcando las dificultades en distinguir entre lo folclórico, clásico, y la música popular, dentro de cualquier sociedad. A través del desarrollo histórico del fonógrafo, la radio, las grabaciones de casete, y la televisión, Manuel muestra que, siguiendo las prácticas de occidente, la música se ha convertido en una comodidad en varias sociedades, que ya no tiene la misma capacidad de unir a la comunidad, de ofrecer una "catarsis masiva" como un académico lo diría. Él recalca que cualquier perspectiva teórica moderna desde la cual se vea a la música debe tomar en cuenta los avances de la tecnología.

#### Derechos de autor
Los derechos autor poseen una problemática para los etnomusicólogos en particular debido a los diferentes grados de protección de un país a otro. Los derechos que rodean la propiedad de la música son comúnmente dejados a la ética.
Anthony Seeger explica que "no todos los derechos y obligaciones (relacionados con la música) son leyes." Necesitó de una experiencia personal trabajando con las personas de Suyá en Brasil, para quienes se lanzó una grabación de sus canciones. Sus prácticas y sus creencias acerca de la inspiración, la autoría, y los derechos de las canciones, que usualmente retoman a los animales y los espíritus y como les puede "pertenecer" a comunidades enteras, no definen aún un único autor original como está definido en los de la ley de derechos de autor por los Estados Unidos. En algunos casos donde los derechos de autor son concedidos, Seeger identifica un número de situaciones respecto a quién, el informante, el ejecutante, el investigador, el productor, y la organización que patrocina la investigación, qué obtienen por su contribución en el material registrado.
Martin Scherzinger ofrece una diferente opinión acerca de los derechos de autor, y argumenta que la ley no es inherentemente etnocéntrica. Él cita la ideología temprana detrás de los derechos de autor del siglo XIX, dejando en claro que la inspiración no prohíbe el otorgar a los compositores una autoridad por su trabajo, además, él sugiere que a un grupo que le pertenece una canción no es significativamente diferente de una influencia colectiva en la música clásica de occidente de varios compositores sobre el trabajo de un individuo.

#### Identidad
Encontrar la verdadera identidad y el origen de la música ha sido un área de conflicto entre varias disciplinas. Con la etnomusicología, hay un enfoque en las diferencias culturales de la música como un camino para separar regiones y estilos, aunque clasificar música dentro de categorías específicas ha creado nuevas problemáticas para los etnomusicólogos, la globalización es discutida a través de los etnomusicólogos como el esparcimiento de una música en particular a través del mundo. Thomas Turino opta por no utilizar el término global con globalización de la música. El cosmopolitanismo, en cambio, se enfoca en la culminación de múltiples sitios y sus contribuciones a la enorme música popular. El cosmopolitanismo reitera como los estilos musicales no tienen orígenes específicos sin embargo toman aspectos de diferentes culturas. Turino enfatiza que los países colonialistas han tenido un mayor impacto en la globalización que en el cosmopolitanismo, por lo tanto hacer cosmopolitanismo es más equitativo para el intercambio de la música a través del mundo.
El rol de la música es dar forma a una identidad colectiva que ha sido dirigida a través de diferentes significados. Por ejemplo, Thomas Torino se enfocó en las funciones de la identidad general para alcanzar metas individuales. Dentro de su esquema, la música es percibida como una posición que refuerza los cohortes responsables para hábitos compartidos. Para Martin Stokes, la identidad colectiva representa un ejercicio del poder, donde la función de la música es crear barreras entre los grupos. La importancia de las barreras se localiza en la clasificación del contenido, llevando términos en los que el significado indica oposición, como el caso de la etnia o nacionalidad. Las diferencias de identidad también sirven como elementos de reconocimiento de la propia identidad en los otros y en los lugares.
Para Katherine Hagerdon, la identidad del etnomusicólogo es relevante para la investigación así como las identidades de la cultura estudiada. Se hace conciencia acerca de la identidad propia en la interacción con otros que debe ser parte integral del producto final. El acceso y las expectativas del etnomusicólogo están seriamente conectadas al entendimiento de las estructuras de género o de clase de la cultura. John Shepherd remarca que la identidad del etnomusicólogo en términos de una comunidad académica, basado en la explicación de Thomas Kuhn de las revoluciones científicas. La disparidad entre las metas de la disciplina y los temas actuales crecen separadas en varios momentos de la historia de la etnomusicología, generando surgimiento de nuevos paradigmas con las nuevas preocupaciones.
No solo la música es usada como una manera de crear una identidad grupal, también puede crear una identidad personal. Frith describe a la música como la habilidad de manipular sentimientos y organizar la vida diaria. A través de un estudio independiente hecho por Susan Craft, en donde el rol de la música en la vida fue enfocado a través del análisis de un rango de personas de edades diferentes y con sus historias personales. Ella entrevistó a una amplia variedad de personas, desde adultos jóvenes que encuentran a la música en cada aspecto de su vida, a veteranos que escuchan la música como una manera de escapar de la guerra y compartir la alegría acompañados de otros.

#### Cognición
La psicología cognitiva, la neurociencia, la anatomía, y áreas similares han emprendido entender como la música se relaciona con la percepción, cognición y comportamiento de un individuo. Los temas de investigación incluyen la percepción del tono, representación y expectativa, percepción tímbrica, procesamiento rítmico, jerarquizaciones y reducciones, ejecución musical y habilidad, universales musicales, orígenes musicales, desarrollo de la música, conexión intercultural, evolución, y otros.
La percepción de la música ha crecido rápidamente en la literatura. Estructuralmente, el sistema auditivo es capaz de distinguir entre diferentes tonos (ondas sonoras que varían dependiendo de su frecuencia) a través de la vibración del tímpano. También puede distinguir señales entrantes de sonido a través de mecanismos de reconocimiento de patrones. Cognitivamente, el cerebro es un constructor a lo que el tono se refiere. Si uno remueve el tono fundamental de un espectro armónico, el cerebro aún puede "escuchar" la fundamental faltante e identificarla a través de un intento de reconstrucción de un espectro armónico coherente.
La investigación sugiere que muchos han aprendido a través de la percepción, sin embargo, contrario a la creencia popular, el oído absoluto es aprendido en una edad crítica, o para una tímbrica familiar. El debate ocurre cuando los acordes occidentales son naturalmente consonantes o disonantes, sin importar la adscripción aprendida. La relación entre tono y frecuencia es un fenómeno universal, pero la construcción de escalas es específicamente cultural. Entrenar en una escala cultural da como resultado expectativas armónicas y melódicas. Las expectativas de la tímbrica también son basadas en correlaciones anteriores.
Los investigadores también han intentado utilizar los principios psicológicos y biológicos para entender más la complejidad del fenómeno musical así como en el comportamiento de un ejecutante o la evolución de la música, pero han llegado a pocos consensos dentro de estas áreas. Es generalmente aceptado que los errores en la ejecución dan un vistazo en la percepción de la estructura de la música, pero estos estudios están restringidos solo a la tradición de lectura de partituras occidentales a la fecha. Actualmente hay varias teorías que explican la evolución de la música, que deriva a partir de la habilidad de producir lenguaje, evolucionando para permitir y promover una interacción social, para incrementar la eficiencia de la comunicación oral a través de las distancias, o permitir la comunicación con lo supernatural.